# ザ・クークス
ザ・クークス (The Kooks) は、イギリス・ブライトンの音楽系カレッジで出会って結成されたロックバンドである。
バンド名はデヴィッド・ボウイの4thアルバム『ハンキー・ドリー』収録の曲「クークス」に由来している。
英国政府が新設したミュージシャンを養成する音楽系カレッジで学んだルークら4人で結成。2005年、シングル「エディーズ・ガン」でデビュー。NME誌を中心に賞賛をもって迎えられ、矢継ぎばやに2枚のシングルをリリース。好成績を収めたことから早くも頭角を現す。同期にアークティック・モンキーズがいたために日本ではやや影が薄いが、本国ではアークティック・モンキーズと並ぶ新人バンドとして注目された。
ストレートなギター・ロックを鳴らすが、そのサウンドは初期のブラーやスーパーグラスといったブリットポップからの影響を指摘される。2006年に1stアルバム『INSIDE IN / INSIDE OUT』を発表した。同年のサマーソニックに出演している。
2008年、何度かバンド活動から離れては戻っていたベーシストのマックスの脱退が発表された。彼の脱退に関して「バンドの解散も考えた」とルークは語っている。

## メンバー

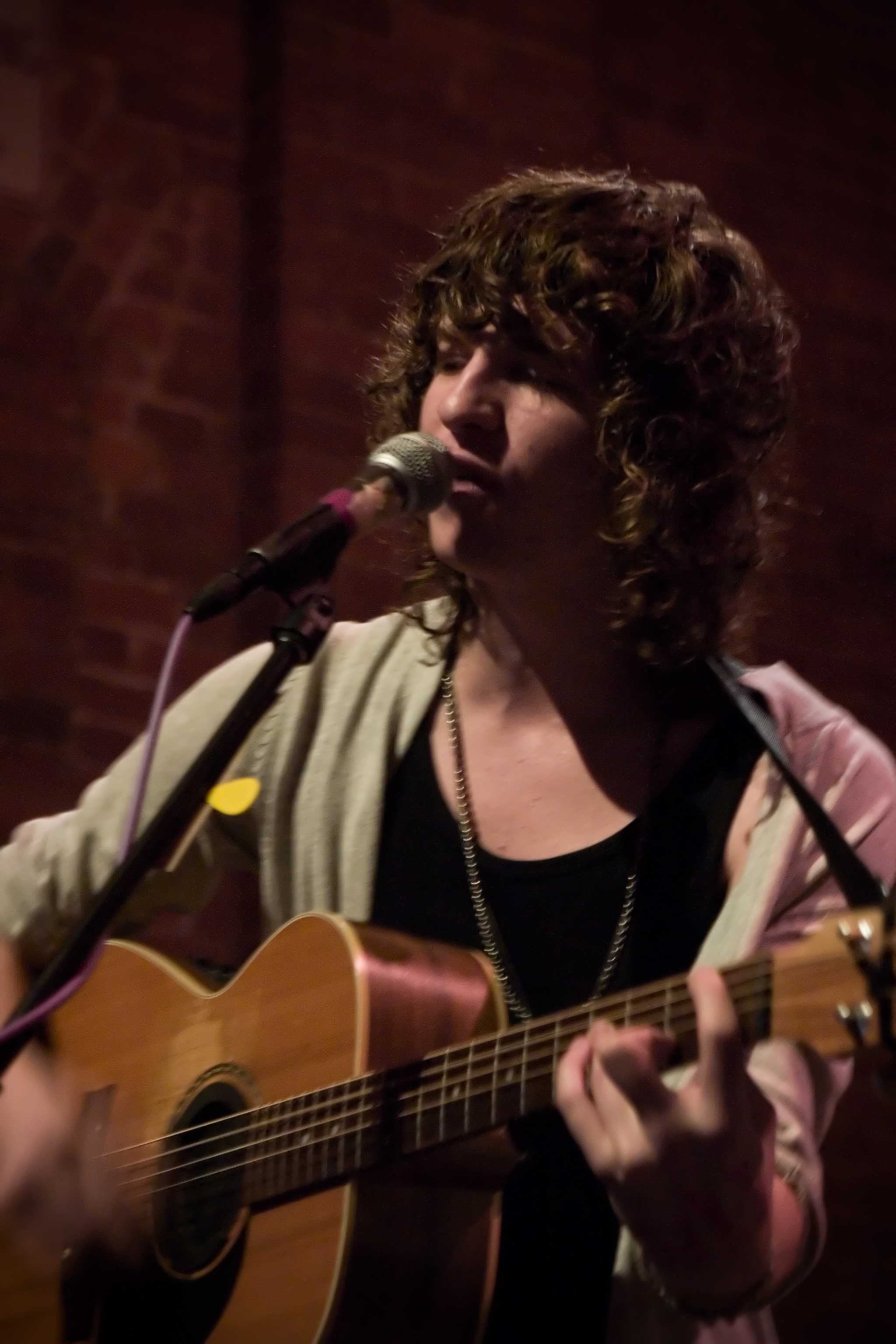
ボーカルのルーク・プリチャード

- ルーク・プリチャード (Luke Pritchard 1985年3月2日 - ) ボーカル、ギター (2004-)
ザ・クークスのソングライティングの中心人物。癖のあるハスキーな歌声が特徴。ロンドンで育った。父親のボブ・プリチャードもローリング・ストーンズなどのツアーに帯同するミュージシャンであったが、ルークが3歳の時に亡くなっている。またロンドンのクロイドンにある芸術学校（The BRIT School for Performing Arts）に在籍中、同級生だった歌手のケイティ・メルアと恋愛関係にあったことが有名だが、2005年に別れている。ミーシャ・バートンとも一時交際していたが破局。
- ヒュー・ハリス (Hugh Harris 1987年7月19日 - ) ギター、ベース、キーボード (2004-)
メンバー最年少だが、その若さとは裏腹な確かなテクニックはザ･クークスのサウンドを支える貫禄がある。[要出典]

### 元メンバー
- マックス・ラファティ (Max Rafferty 1983年8月7日 - ) ベース (2004-2008)
ルークの親友で共にザ・クークスのソングライティングの中心人物だったが、バンドの急激な成功で精神的にダウンしてしまい2008年に脱退。
- ピーター・デントン (Peter Denton) - ベース (2008-2018)
- ポール・ジェイムス・ガレット (Paul James Garred 1985年5月23日 - ) ドラム (2004-2009, 2010-2012)

## ディスコグラフィー

### アルバム
- INSIDE IN / INSIDE OUT - Inside In/Inside Out (2006年)
発売直後の06年2月4日付で全英9位に初登場。いったん後退するものの、ふたたびじわじわと順位を上げ、リリースから約半年後に最高位の2位に達した。同アルバムはロングセラーとなり、07年10月6日まで計74週にわたって全英アルバム・チャート（75位以内）にとどまった。（そのうちトップ10入りが計25週（半年間）、20位以内が計35週、40位以内が50週（1年間））そして、『INSIDE IN / INSIDE OUT』のイギリスでの売り上げは130万枚を超え、BPI（英国レコード協会）より4つのプラチナ・アワード（売り上げ30万枚につきプラチナを1つ獲得）が贈られている。

- コンク - Konk (2008年)
マライア・キャリーやレオナ・ルイスなどの強豪を抑え、全英チャートで1位という快挙を成し遂げた。これについてルーク・プリチャードはBBCのインタビューで「正直言って、いま、いいことがたくさん起こり過ぎている。この世はそんなことばかりじゃないって思っているんだ。カルマを信じているからね。次は何か悪いことが起きるんじゃないかって思っているよ」と答えたが、「No.1を目指したわけではないが、この結果は多くの人がサポートしてくれた証であり、それは嬉しかった。」と続けている。

| 年                                        | タイトル                      | アルバム詳細                                                                                          | チャート最高位 | チャート最高位 | チャート最高位 | チャート最高位 | チャート最高位 | チャート最高位 | チャート最高位 | チャート最高位 | チャート最高位 | チャート最高位 | 認定                                                 |
| 年                                        | タイトル                      | アルバム詳細                                                                                          | UK             | AUS            | AUT            | FRA            | GER            | IRE            | NLD            | NZ             | SWI            | US             | 認定                                                 |
| ----------------------------------------- | ----------------------------- | --- | -------------- | -------------- | -------------- | -------------- | -------------- | -------------- | -------------- | -------------- | -------------- | -------------- | ---------------------------------------------------- |
| 2006                                      | Inside In/Inside Out          | - 発売日: 2006年1月23日 - レーベル: Virgin - フォーマット: CD, digital download - 全英売上: 151.4万枚 | 2              | 87             | —              | 107            | 75             | 3              | 25             | 24             | 83             | 165            | - UK: 5× プラチナ - AUS: プラチナ - IRE: 2× プラチナ |
| 2008                                      | Konk                          | - 発売日: 2008年4月11日 - レーベル: Virgin - フォーマット: CD, digital download - 全英売上: 10万枚    | 1              | 8              | 6              | 20             | 6              | 2              | 7              | 12             | 9              | 41             | - UK: プラチナ - AUS: ゴールド - IRE: ゴールド       |
| 2011                                      | Junk of the Heart             | - 発売日: 2011年9月12日 - レーベル: Virgin - フォーマット: CD, digital download                       | 10             | 9              | 9              | 19             | 6              | 41             | 6              | 30             | 8              | 68             |                                                      |
| 2014                                      | Listen                        | - 発売日: 2014年9月8日 - レーベル: Virgin - フォーマット: CD, digital download                        | 16             | 15             | 23             | 79             | 19             | 51             | 51             | —              | 16             | 85             |                                                      |
| 2018                                      | Let's Go Sunshine             | - 発売日: 2018年8月31日 - レーベル: Lonely Cat - フォーマット: CD, digital download                   | 9              | 43             | 64             | —              | 41             | 50             | 56             | —              | 38             | —              |                                                      |
| 2022                                      | 10 Tracks to Echo in the Dark | - 発売日: 2022年7月22日 - レーベル: Lonely Cat - フォーマット: CD,LP,digital download                 | 32             | —              | —              | —              | 22             | —              | —              | —              | 62             | —              |                                                      |
| 2025                                      | Never/Know                    | - 発売日: 2025年5月9日 - レーベル: Lonely Cat - フォーマット: CD, LP,digital download                 | 5              | —              | —              | —              | —              | —              | —              | —              | —              | —              |                                                      |
| "—"は未発売またはチャート圏外を意味する。 |                               | |                |                |                |                |                |                |                |                |                |                |                                                      |